# Ficus crassinervia
Ficus crassinervia là một loài thực vật có hoa trong họ Moraceae. Loài này được Desf. ex Willd. mô tả khoa học đầu tiên năm 1806.